# Laserowy wskaźnik celu

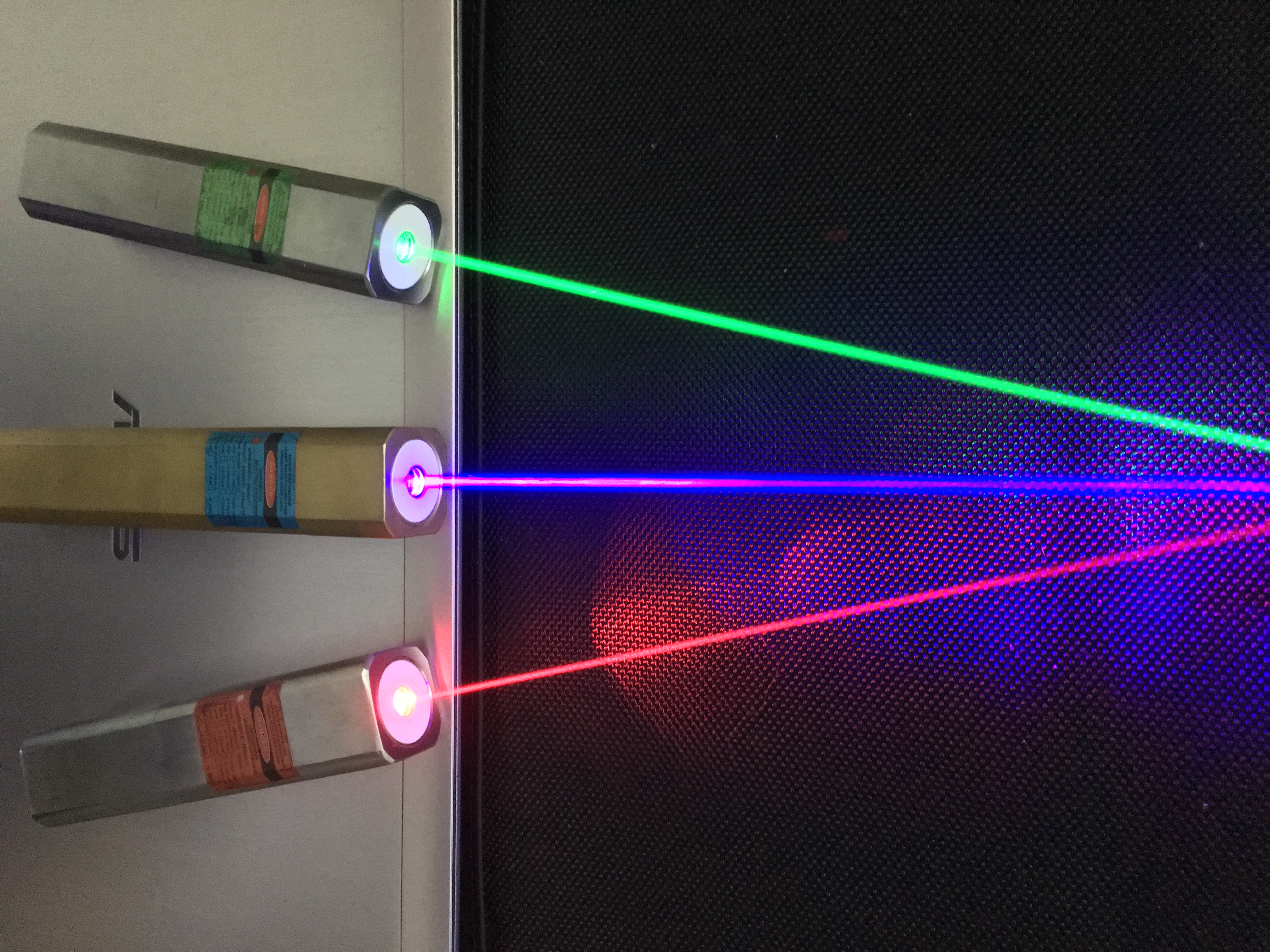
Laserowy wskaźnik celu

Laserowy wskaźnik celu – rodzaj lasera niewielkiej mocy. Laserowe wskaźniki celu używane są jako wyposażenie broni palnej, pneumatycznej a nawet kusz - używa się ich do wskazywania (i czasami oświetlania celu). Zwykle są to niewielkie urządzenia montowane na szynach akcesoryjnych broni: Picatinny, Weaver lub RIS. 
Laserowe wskaźniki celu są często i mylnie nazywane celownikami laserowymi oraz mylone z celownikami kolimatorowymi (szczególnie w niefachowej literaturze angielskojęzycznej).

## Budowa i zastosowanie

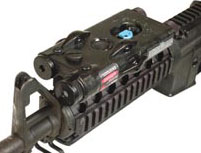
Moduł celowniczy AN/PEQ-2A zamontowany na karabinku M4.

Laserowe wskaźniki celu są zbudowane podobnie jak wskaźniki laserowe stosowne do prezentacji czy zabawy. Różnią się włącznikiem na przewodzie lub włącznikiem stałym, możliwością regulacji i zamocowania na broni. Wskaźniki emitujące promień lasera w zakresie widzialnym są stosowane przez policję i podobne służby.
Wskaźniki celu pracujące w podczerwieni są stosowane głównie przez wojsko. Przykładem takiej konstrukcji może być amerykański wskaźnik AN/PEQ-2 który emituje dwie wiązki światła laserowego: jedną wąską, "celowniczą" i drugą szeroką "oświetlającą". Obie wiązki można zerować niezależnie od siebie. Do ich włączania stosowany jest sześciopozycyjny wyłącznik obrotowy. Promieniowanie podczerwone obu wiązek jest widzialne tylko przez urządzenia noktowizyjne: celowniki noktowizyjne i noktowizory.
| Tryb | Wskazanie  | Laser celowniczy | Laser oświetlający |
| ---- | ---------- | ---------------- | ------------------ |
| 0    | OFF        | wyłączony        | wyłączony          |
| 1    | AIM LO     | niska moc        | wyłączony          |
| 2    | DUAL LO    | niska moc        | niska moc          |
| 3    | AIM HI     | wysoka moc       | wyłączony          |
| 4    | DUAL LO/HI | wysoka moc       | niska moc          |
| 5    | DUAL HI    | wysoka moc       | wysoka moc         |

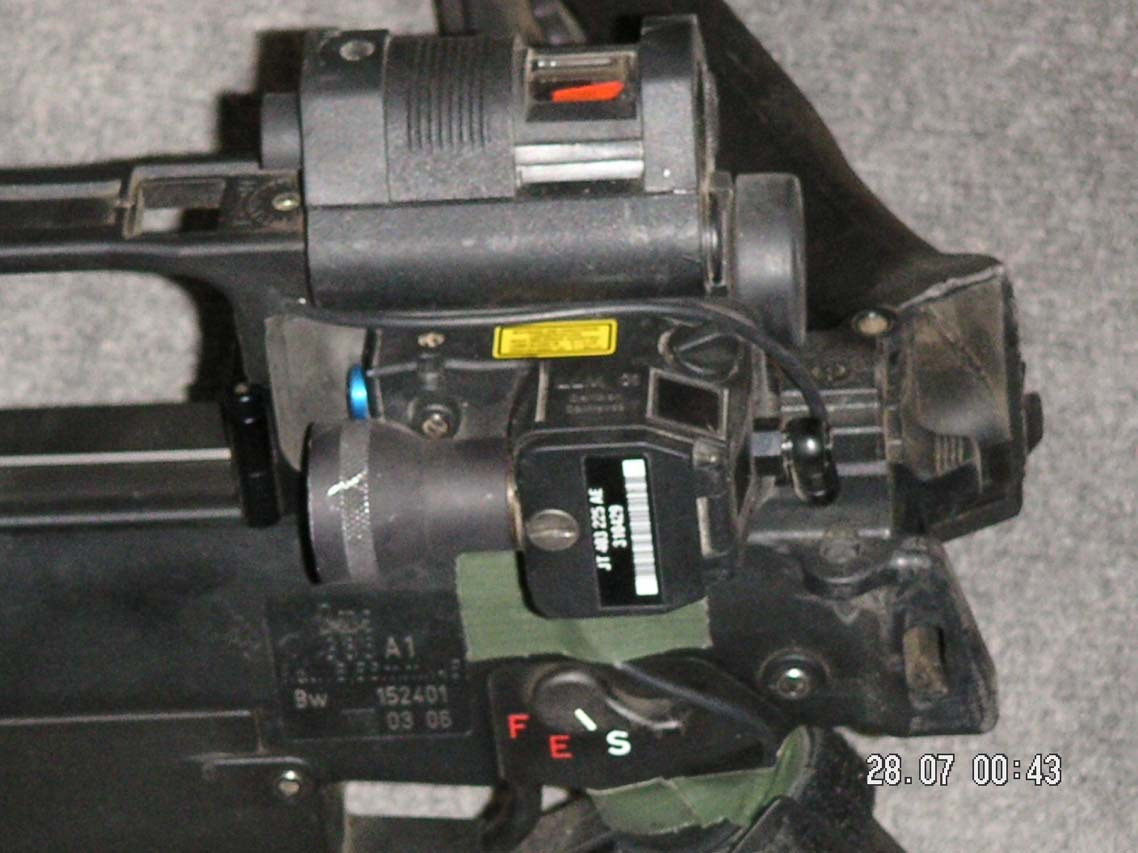
karabinek G36A1 z modułem LLM01.

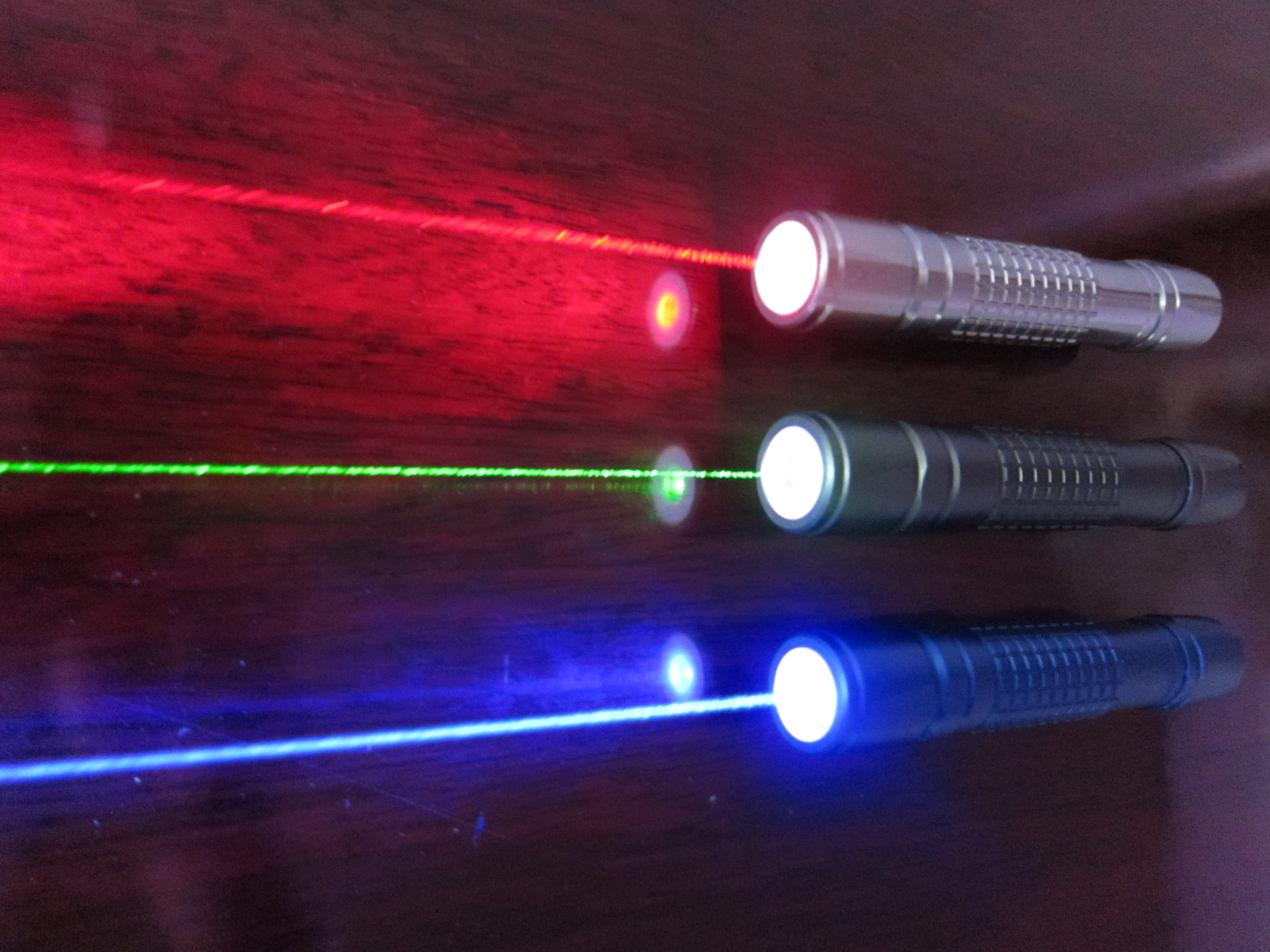
Trzy wskaźniki laserowe (od góry 635nm, 532nm i 445nm)

Innym, mającym wojskowy rodowód wskaźnikiem celu jest LLM01 (Laser Light Module 01) produkowany przez Oerlikon Contraves GmbH. Jest to wskaźnik laserowy (kolor czerwony), latarka taktyczna, laser IR i diodowy oświetlacz IR. Urządzenie zostało skonstruowane na zamówienie armii niemieckiej w ramach programu IdZ ("Infanterist der Zukunft" - żołnierz piechoty przyszłości). Moduł ten stosowany jest z karabinkiem G36A2, pistoletem maszynowym MP7A2 i z brytyjskim karabinkiem L85A2.
W niektórych krajach obrót sprzętem działającym w podczerwieni jest ściśle ograniczony regulacjami prawnymi. W USA samo posiadanie podczerwonych urządzeń celowniczych przez osoby cywilne jest karalne. Podobnie jest tam z urządzeniami noktowizyjnymi generacji 3 i 4 oraz - właśnie opracowywanymi - wyższymi.

## Typy wskaźników laserowych

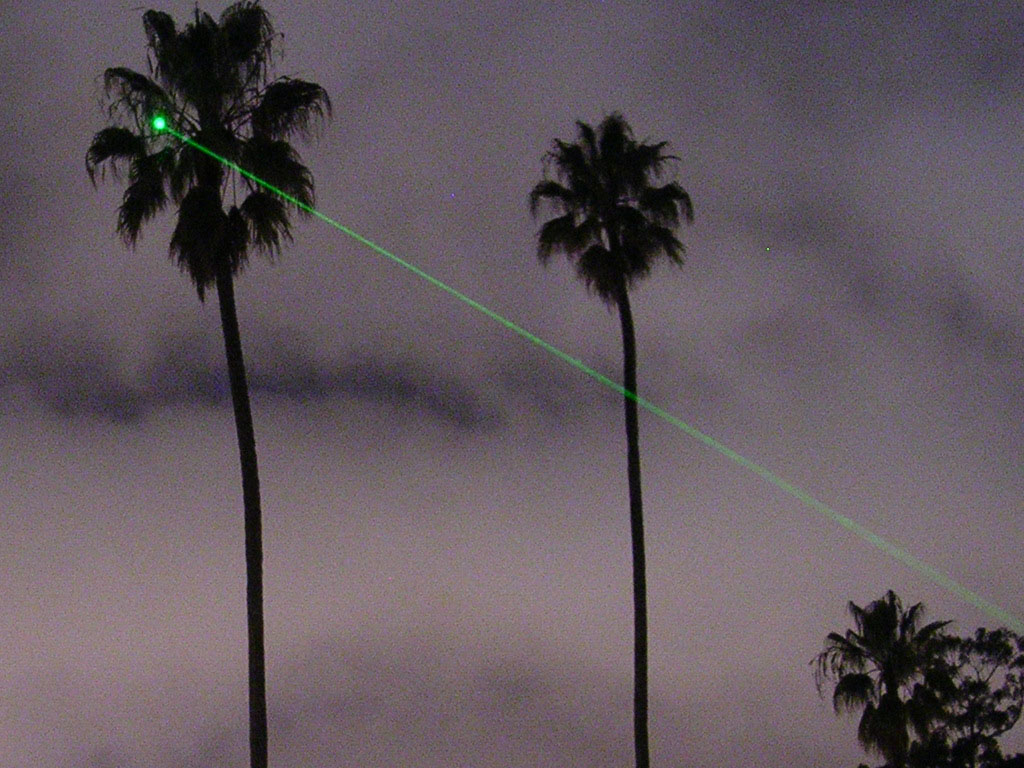
Laser zielony o mocy 5 mW

Najwcześniejszym rodzajem wskaźnika laserowego był gazowy laser helowo-neonowy (HeNe) emitujący falę o długości 633 nanometrów. Rozwój wskaźników nastąpił wraz z wprowadzeniem laserów półprzewodnikowych (diody laserowe) o niskiej mocy - początkowo 1mW. 
Najtańsze i najpopularniejsze są wskaźniki wyposażone w laser czerwony 670/650 nm. Nieco droższe są wskaźniki z laserem 635 nm. Ich przewagą jest czterokrotnie większa jasność niż we wskaźnikach 670/650, z uwagi na większą czułość ludzkiego oka.
Innymi kolorami wskaźników laserowych są:
- zielony 532 nm - popularne od 2005 roku, 7 razy jaśniejsze dla ludzkiego oka niż 635 nm, dość drogie,
- żółte 593,5 nm - dostępne od 2006 roku, drogie, trudno dostępne,
- niebieskie 473 nm - dostępne od 2007 roku, ekstremalnie drogie (luty 2008 - cena około 1000$).

## Bezpieczeństwo wskaźników laserowych
Nie należy patrzeć w promień lasera ani bezpośredni, ani odbity od powierzchni lustrzanych. Bezpośrednia ekspozycja może spowodować utratę albo poważne pogorszenie wzroku. 
Wskaźniki muszą być prawidłowo oznakowane. Odpowiednia nalepka informuje o niebezpieczeństwie i powinna informować również o klasie emitera laserowego. Tekst na tych etykietach powinien być napisany czarnymi literami na żółtym tle.

## Moce wskaźników laserowych
Moc laserów podawana jest w miliwatach (mW). Widzialne wskaźniki laserowe (400-700 nm) pracujące z mocą mniejszą niż 1 mW są klasyfikowane jako klasa 2 (Class 2), zaś pracujące z mocą 1-5 mW to klasa 3a (Class 3a). Wskaźniki klasy 3b (Class 3b) wydzielają moc pomiędzy > 5 mW i < 500 mW (0.5 wata). Tak duża moc wskaźników może być niebezpieczna dla wzroku.

## Wskaźniki laserowe w Polsce
Stosowanie laserowych wskaźników celu, montowanych na broni palnej, przez osoby prywatne, jest w Polsce dozwolone od 11 marca 2011 na podstawie nowelizacji Ustawy o Broni i Amunicji (Dz. U. z 2004 r. Nr 52, poz. 525, Nr 96, poz. 959, z 2006 r. Nr 104, poz. 708 i 711, z 2007 r. Nr 176, poz. 1238, z 2008 r. Nr 195, poz. 1199, z 2009 r. Nr 168, poz. 1323, z 2010 r. Nr 127, poz. 857, Nr 164, poz. 1108, Dz. U, 2011, nr 38, poz. 195; Dz. U., 2011, nr 51, poz. 263.).